# Мапо тофу
Мапо тофу (спрощ.: 麻婆豆腐; піньїнь: mápó dòufu) — популярна китайська страва з провінції Сичуань. Складається з тофу в гострому соусі, як правило, рідкої, жирної та яскраво-червоної суспензії, на основі доубанджан (ферментованої квасолі та пасти з чилі) та доучі (ферментованої чорної квасолі), а також фаршу, традиційно яловичини. Існують варіації з іншими інгредієнтами, такими як водяні каштани, цибуля, інші овочі або гриби. Одна історія вказує на те, що ця страва існувала ще в 1254 році в передмісті Ченду, столиці провінції Сичуань.

## Етимологія та історія
«Ма» означає mázi, 麻子, що означає рубці від віспи. «По» — це перший склад слова pópo, 婆婆, що означає стара жінка або бабуся. Отже, mápó — стара жінка з рябим обличчям. Тому іноді його перекладають як «рябе бабусине тофу».
В Японії страву популяризував китайсько-японський шеф-кухар Чен Кенмін. Його син, Чен Кенічі, зробив її більш популярною, оскільки це була одна з його фірмових страв у телевізійній програмі «Залізний кухар».

## Характеристики
Автентичний тофу мапо надзвичайно гострий із пекучим смаком та характерним смаком мала (гострий до оніміння) сичуаньської кухні. Відчуття конкретної страви кухарі часто описують за допомогою семи специфічних китайських прикметників: má麻 (оніміння), là辣 (гостро-гаряче), tàng烫 (гарячий), xiān鲜 (свіжий), nèn嫩 (ніжний і м'який), xiāng香 (ароматичний) і sū酥 (різношаровий). Автентичну форму страви нині дедалі легше знайти за межами Китаю, але зазвичай лише в сичуаньських ресторанах, які не адаптують її для несичуаньських смаків.
Найважливішими та необхідними інгредієнтами страви, які надають їй виразного смаку, є паста доубанджан (паста з солоних бобів) із округу Пісянь у Сичуані (郫县豆瓣酱), доучі, олія чилі, пластівці чилі, що Перець вказуючий на небо (朝天辣椒), горошини сичуаньського перцю, часник, імбир, зелена цибуля та рисове вино. Додаткові інгредієнти включають воду або бульйон, цукор (залежно від солоності використовуваної різні марки бобової пасти) і крохмаль (якщо потрібно згущувати соус).

## Варіації
Мапо тофу також можна знайти в ресторанах інших китайських провінцій, а також в Японії та Кореї, де смак адаптований до місцевих смаків. На Заході страву часто сильно змінюють, зменшуючи її гостроту, щоб збільшити її привабливість.  Це трапляється особливо в китайських ресторанах, які не спеціалізуються на сичуаньській кухні . В американській китайській кухні страву іноді готують без м'яса, щоб вона сподобалася вегетаріанцям, використовуючи шиітаке, інші їстівні гриби або рослинні замінники м'яса. 

## Галерея

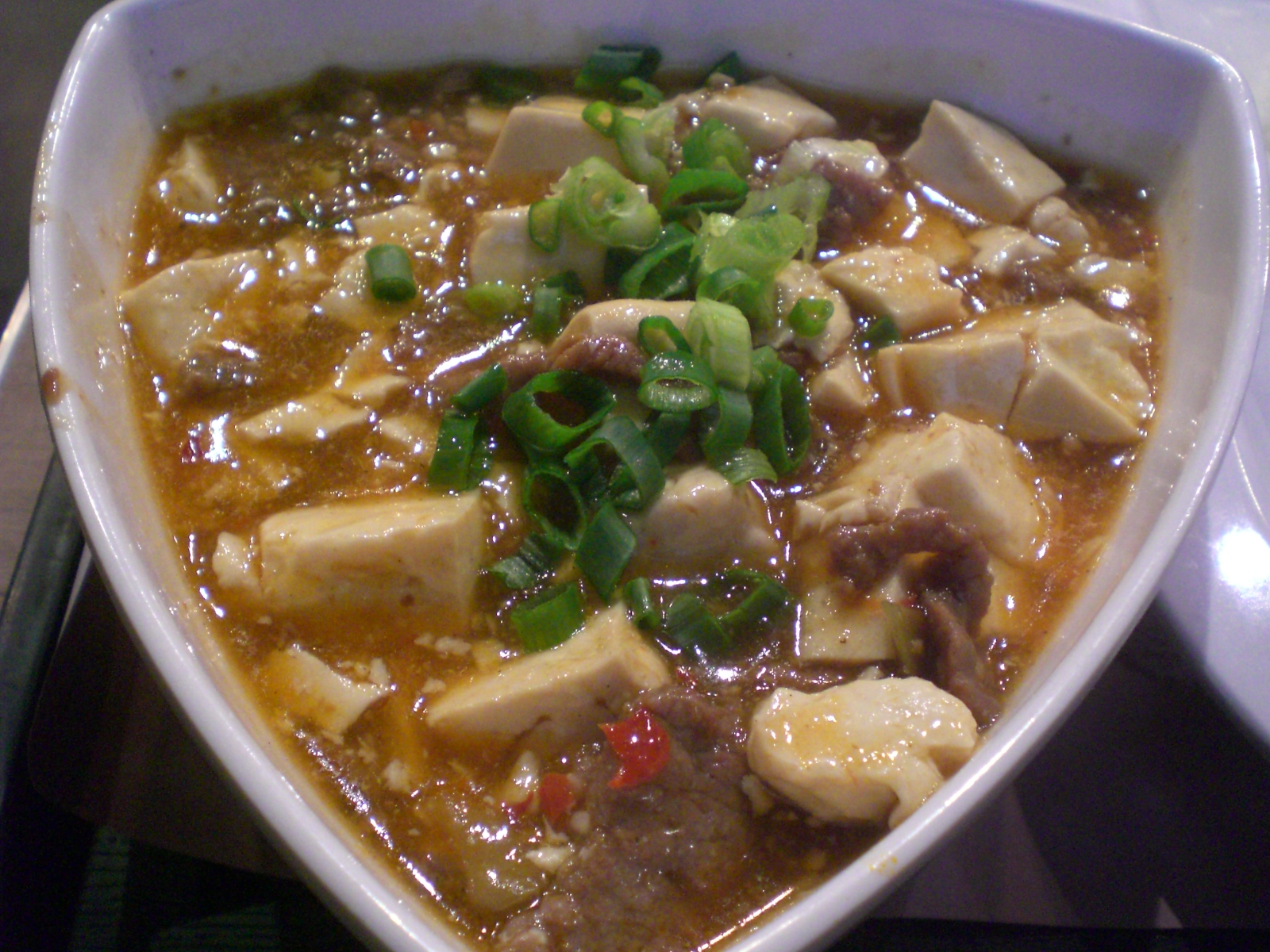
Мапо тофу в Гонконгу
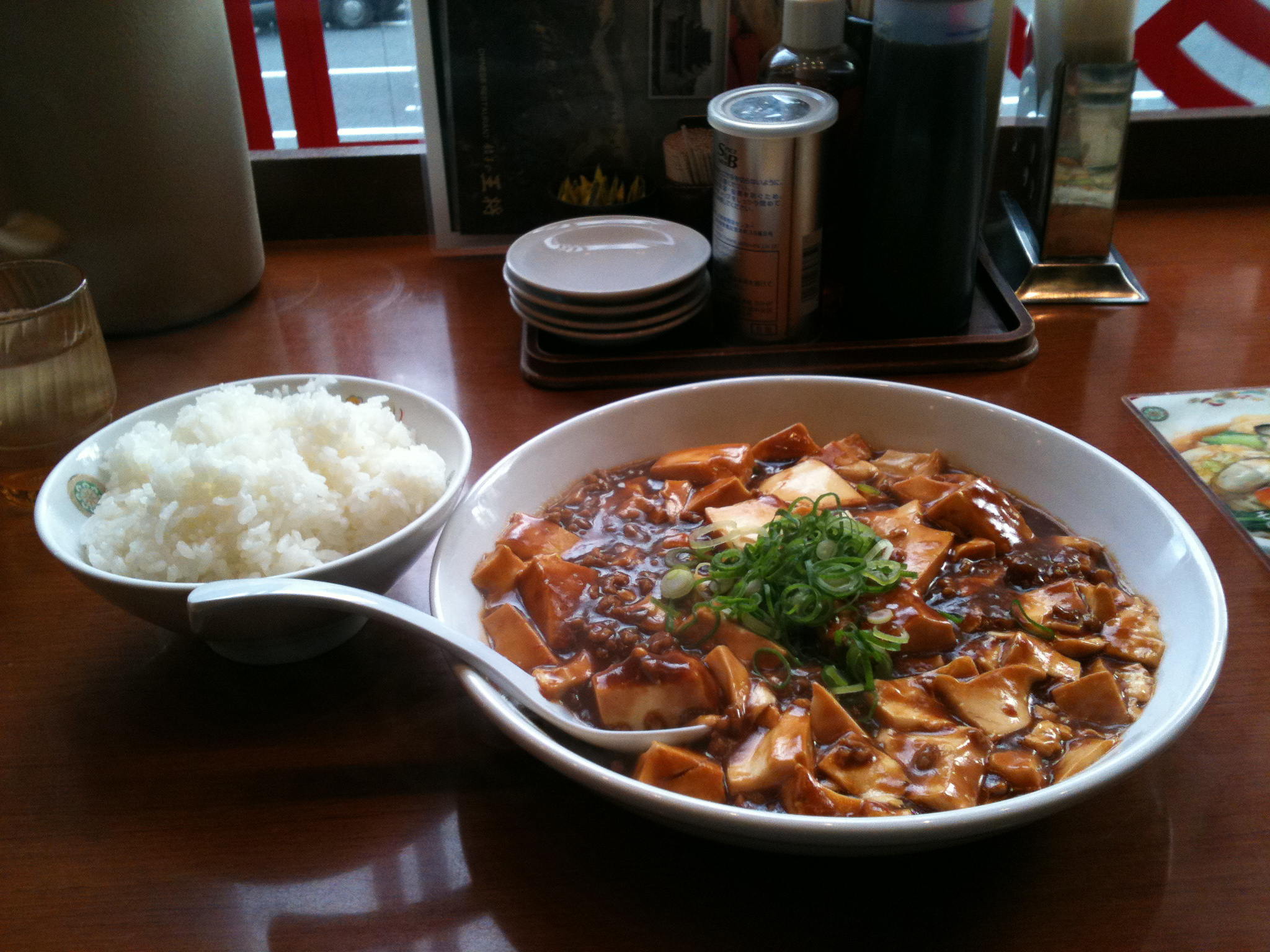
Мапо тофу в ресторані в Кобе, Японія
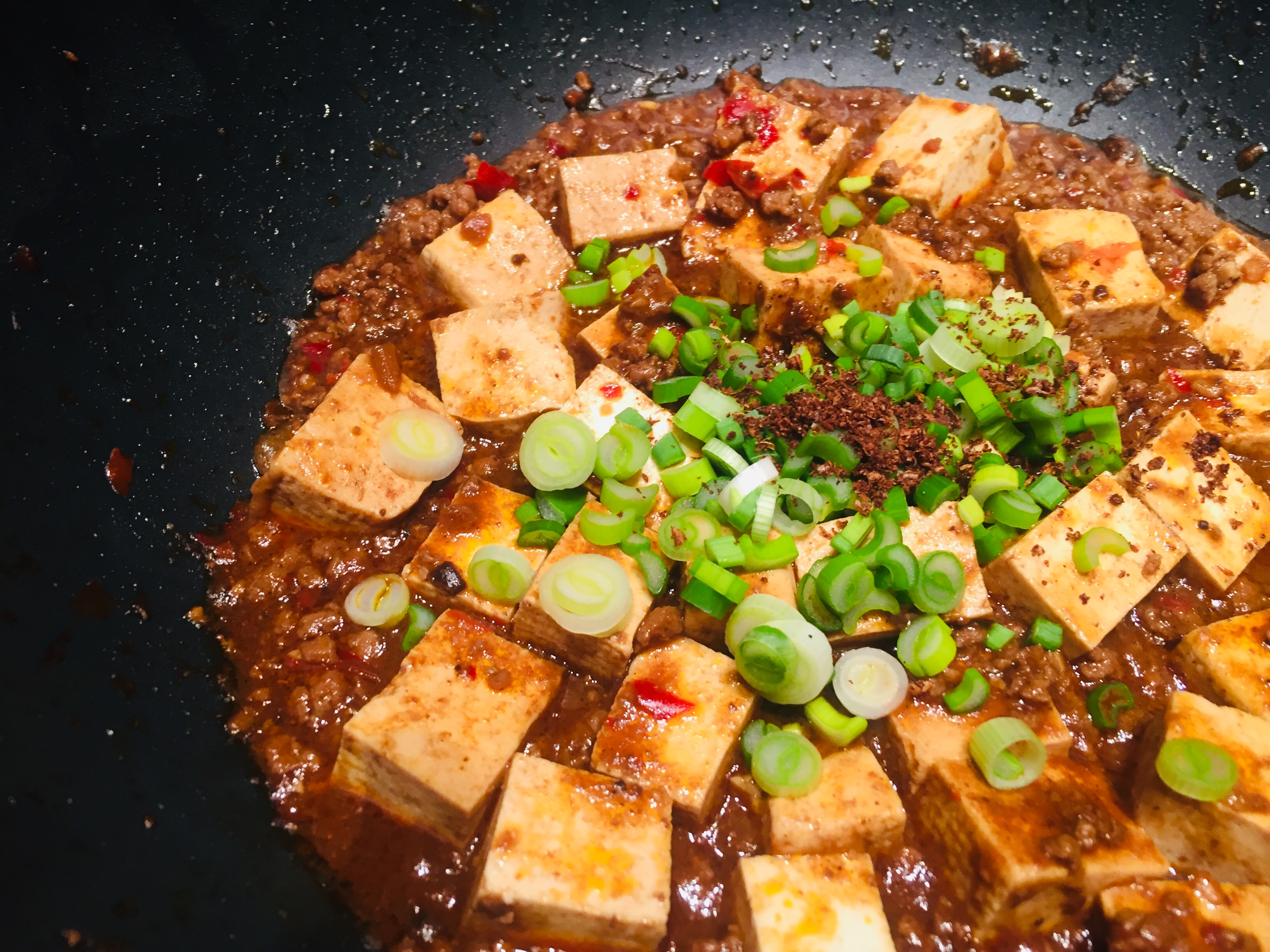
Домашній мапо тофу